# Ugandaskoven
Ugandaskoven er en af Amagers 4 skove, beliggende i Tårnby Kommune, syd for Ugandavej, som den er opkaldt efter. Skoven er plantet 1964-65 og har et areal på 11,31 hektar. Skoven var på det tidspunkt den eneste skov i Tårnby Kommune. Skoven har flere vandhuller med forskellige paddearter. Området er lavtliggende og der er gennemgående drængrøfter. Ugandaskoven blev plantet af Det Danske Hedeselskab. Skoven består hovedsageligt af eg (Stilk-eg) iblandet ahorn, rødeg, bøg, fuglekirsebær samt forrskellige nåletræer så som rødgran, skovfyr og lærk. Desuden er der en stor opvækst af selvsået ahorn og birk.